# Гроос, Карл
Гроос Карл (10 декабря 1861, Гейдельберг — 27 марта 1946, Тюбинген) — немецкий психолог, специалист по генетической психологии, доктор философии, профессор (с 1911). Преподавал в университетах Базеля, Гиссена, Тюбингена (1911—1929).
Создал теорию игры, противопоставив её биогенетической концепции Г. С. Холла, который рассматривал игру как наследственно обусловленное воспроизведение древних стереотипов поведения. Гроос считал, что возникновение игры вызвано недостаточностью врождённых механизмов приспособления к окружающей среде. Игра побуждается не прошлым, а будущим и служит подготовкой организма к жизненным испытаниям. Главный механизм игры — упражнения. Под влиянием идей З. Фрейда дополнил свою теорию учением об игре, как катарсисе (душевном очищении). Теория Грооса подвергалась критике из-за отсутствия социальной функции игры, кроме того, как форма «естественного саморазвития» она не связывалась с педагогическим воздействием. В современной психологии развития теория игры Грооса оценивается как исторический этап в развитии научных представлений об игровой деятельности, но в то же время признаются представления Грооса о развивающем характере игры.
Исследуя проблемы мышления, Гроос впервые выделил в качестве этапа формирования понятий так называемые потенциальные понятия. Эта идея послужила одним из источников теорий мышления, разработанных Ж. Пиаже и Л. С. Выготским.
Автор книг: «Die Sрiele der Menschen», (Jena, 1899); «Der Lebenswert des Spiels», (Jena, 1910), «Wesen und Sinn des Sрiels» / Z. f. Рsychоl, (1934) и др.